# Lifeblood
Lifeblood – siódmy studyjny album Manic Street Preachers. Został nagrany w Nowym Jorku i Walii. Płyta zadebiutowała na 13 miejscu na liście najlepiej sprzedających się albumów w Wielkiej Brytanii i była tylko dwa tygodnie na Top 75. Album zawiera piosenkę ("Emily"), poświęconą osobie Emmeline Pankhurst, która była liderką brytyjskiego ruchu walczącego o prawa wyborcze dla kobiet. Zawiera także utwór o przeszłości zespołu ("1985") i o byłym członku zespołu Richey'u Edwardsie ("Cardiff Afterlife"). Na płycie zostały wykorzystane syntezatory, które powodują, że staje się ona łagodniejsza. Pochodzą z niej tylko dwa single: The Love of Richard Nixon (wydany 18 października 2004 roku) i Empty Souls (wydany 10 stycznia 2005 roku), które zadebiutowały na brytyjskiej liście przebojów na drugich miejscach.

## Lista utworów
1. "1985" – 4:08
2. "The Love of Richard Nixon" – 3:38
3. "Empty Souls" – 4:05
4. "A Song for Departure" – 4:20
5. "I Live to Fall Asleep" – 3:57
6. "To Repel Ghosts" – 3:58
7. "Emily" – 3:34
8. "Glasnost" – 3:14
9. "Always/Never" – 3:42
10. "Solitude Sometimes Is" – 3:21
11. "Fragments" – 4:02
12. "Cardiff Afterlife" – 3:27